# Intervention de la dynastie Ming au Mong Mao
L' intervention de la dynastie Ming au Mong Mao est un conflit militaire opposant la dynastie Ming aux troupes de la rébellion qui vient de déposer Si Lunfa, le roi du Mong Mao. Cette intervention est déclenchée après que Si Lunfa ait demandé l'aide des Ming pour reprendre le contrôle de son royaume.

## Situation avant l'intervention
Après la guerre entre la dynastie Ming et le Mong Mao, Si Lunfa est forcé d'accepter la suzeraineté des Ming tandis que ces derniers reconnaissaient le roi de Mong Mao comme un Tusi semi-indépendant. En outre, les Ming acceptent d'aider le Mong Mao contre le Royaume d'Ava et ses autres rivaux en Birmanie.
En 1393, Si Lunfa envahit Ava. Bien que le Mong Mao soit finalement vaincu, le roi d'Ava envoie un ambassadeur auprès des Ming pour demander leur aide afin de dissuader Lunfa  de lancer une nouvelle agression. Connaissant la situation dans la région, l'empereur Ming Hongwu envoie une lettre à Si Lunfa en 1396, l'avertissant qu'il s'expose à des représailles s'il commet d'autres agressions :

« Récemment, j'ai entendu dire que vous avez bêtement agressé les États voisins du votre, avec l'intention d'étendre votre territoire et d’obtenir illégalement plus de sujets. Vous avez aussi l'intention d'attaquer notre Sud-Ouest. En vérité, cela ne peut être permis ! ... Toi, Si Lun-fa, tu n'as pas entretenu de bonnes relations avec tes voisins, et au lieu de cela, tu as envoyé des troupes dans trois directions, annexant stupidement d'autres États. Telle est votre avidité et votre complot. Les états entourant Lu-chuan ont, depuis l'antiquité et jusqu'à aujourd'hui, tous eu leurs propres souverains. Ils n'ont jamais été unis... Mais je vous préviens maintenant de vous contenter de ce que vous avez actuellement. Si vous n'êtes pas satisfait de ce que vous avez actuellement et que vous décidez d'en prendre plus, alors vous perdrez tout ou vous périrez. Aussi, ne serait-il pas mieux de s'occuper uniquement de ce que vous avez actuellement? »

— Ming Shilu

Si Lunfa acquiesce aux demandes de Ming et stoppe toute tentative d'expansion militaire du Mong Mao. Après la fin de ses activités guerrières, Si Lunfa commence à accueillir des étrangers, tels que des bouddhistes et d'anciens soldats chinois, sur le territoire traditionnel de son peuple. Si Lunfa se convertit au bouddhisme et donne des cadeaux aux Chinois pour les remercier d'avoir apporté avec eux la technologie de la poudre à canon et des canons. Les éléments conservateurs et traditionalistes de sa cour finissent par ne plus supporter cette situation et, en 1397, Si Lunfa est destitué par Dao Ganmeng, le chef d'une faction anti-étrangers. Il s'enfuit de son royaume et se tourne vers le gouvernement Ming pour obtenir de l'aide. Selon le Ming Shilu :

« Dao Gan-meng les haïssait et ainsi, avec ses subordonnés, s'est rebellé. Il a ensuite conduit ses troupes pour attaquer le Xian de Teng-chong. Si Lun-fa, craignant le pouvoir de Gan-meng, s'enfuit à Yun-nan et Mu Chun, le marquis de Xi-ping, l'envoya dans la capitale, »

— Ming Shilu
Après avoir atteint la capitale Ming, Si Lunfa dépose un demande écrite d'aide auprès de l'empereur Hongwu, pour que ce dernier l'aide à revenir au pouvoir. L'empereur, désirant la paix dans le sud-ouest, accepte sa pétition et alloue 100 taels d'or, 150 taels d'argent et 500 ding de papier monnaie à sa cause. Le marquis de Xiping, Mu Chun, est chargé de fournir un soutien militaire à Si Lunfa et de reprendre le Mong Mao.

## Bataille
Chun et Lunfa retournent au Yunnan et restent à Baoshan, pendant que Mu Chun envoie au Mong Mao les commandants He Fu et Qu Neng, avec 5 000 soldats, pour chasser Dao Ganmeng du pouvoir. L'expédition commence par remporter des succès au combat, tuant un chef Mong Mao et mettant en déroute son armée. Mais la situation s'enlise, lorsque les soldats chinois se retrouvent bloqués dans les montagnes, à cause d'un mur fortifié qu'ils n'arrivent pas à prendre en raison d'un terrain peu favorable. Fu et Neng envoient un rapport expliquant leur situation à Mu Chun, qui vient à leur secours avec 500 cavaliers, et au milieu de la nuit avance jusqu'à la position ennemie en les prenant par surprise. Alors qu'ils ont réussi à prendre le mur, Mu Chun meurt peu après d'une maladie et est remplacé par He Fu, qui capture Dao Ganmeng et refait de Si Lunfa le souverain de Mong Mao, en 1398.

## Conséquences
Si Lunfa meurt un an plus tard et une nouvelle génération d'élites arrive au pouvoir au Mong Mao. Son fils Si Xingfa, ainsi que Dao Hun et Dao Cuan, mènent des raids de courte durée dans le territoire Ming, avant que les représailles militaires de la garde du Yunnan ne les obligent à arrêter.
L'intérêt des Ming pour le Yunnan et le sud-ouest s'estompe au cours des années suivantes, lorsque la cour est prise dans la guerre civile entre l'empereur Jianwen et son oncle Zhu Di. Après la guerre civile, l'empereur Yongle concentre ses efforts sur la mise au pas des Mongols, qui vivent au nord de la Chine, et s'engage dans plusieurs campagnes en Mongolie, ainsi que dans une invasion du Đại Việt.